# Logisk positivism
Logisk positivism är en filosofisk riktning som också kallas logisk empirism, främst representerad av den så kallade Wienkretsen, som kombinerade två grundläggande idéer: att endast observerbara fakta är vetbara (förutom a prioriska satser; som satser i matematiken och logiken) med en djup tro på att studiet av filosofins frågor skulle främjas av att man tog hjälp av de verktyg den nyligen utvecklade formella logiken erbjöd. Empirismen hade gått i arv från de brittiska empiristerna med filosofer som John Locke och David Hume via Auguste Comte till Ernst Mach; logiken ursprungligen från Gottlob Frege, Bertrand Russell, Rudolf Carnap och Ludwig Wittgenstein, särskilt den senares Tractatus logico-philosophicus. På så vis skulle filosofin nå den exakthet naturvetenskapen och matematiken nått.

## Logisk positivism
Immanuel Kant hade delat upp omdömena i analytiska och syntetiska, respektive a prioriska, och a posterioriska. Enligt Kant kunde det finnas syntetiska a priori-omdömen. Exempel på dessa var matematiska satser. Frege accepterade Kants uppdelning, men förkastade hans uppfattning att det kunde finnas syntetiska a priori-omdömen. Enligt Frege var matematiken logik, och i kraft av detta var matematiska satser analytiska a priori. Vad de logiska positivisterna än tyckte om Freges projekt inom metamatematiken, logicismen, accepterade de Freges tanke att alla omdömen antingen var analytiska a priori eller syntetiska a posteriori. Något tredje, syntetiskt a priori, som man fann hos Kant, accepterades inte.
Från Wittgensteins Tractatus är det främst två idéer som inkorporerats i den logiska positivismen: läran att alla meningsfulla satser är sanningsfunktioner av elementarsatser och synen på filosofin som språkkritik. Wittgensteins meningsteori utvecklar man till verifierbarhetskriteriet; en sats är meningsfull om och endast om den kan visas vara sann eller falsk på basis av enskilda observationer (om den inte är en logisk eller matematisk sanning). Detta kriterium har dock en rad problem som sammanfattas i Carl Hempels Problems and Changes in the Empiricists Criterion of Meaning. Exempelvis får man problem när man stöter på utsagor med allkvantifaktorer, som "alla svanar är vita", eftersom man för att verifiera denna sats måste undersöka alla svanar som över huvud taget existerar. Hempel pekar även på en rad andra liknande tekniska problem. Ett annat problem är att verifierbarhetstesen själv varken är en analytisk eller en syntetisk sats, och således enligt sina egna kriterier är meningslös.
Wittgensteins idé om filosofi som språkkritik, som han i allt väsentligt övertagit från Frege, blir i positivisternas tappning: "genom filosofin klargörs satser, genom vetenskaperna verifieras de". I det senare fallet handlar det om utsagornas sanningshalt, i det förra om vad utsagorna egentligen betyder" (Moritz Schlick i första numret av Wienkretsens tidskrift Erkenntnis). Man såg akademin som uppdelad i dem som sysslade med de syntetiska satserna: empiristerna (naturvetare, samhällsvetare, historiker, med fler) och a priorikerna (filosoferna, logikerna och matematikerna). De senares uppgift var inte att utreda hur världen såg ut, för det kunde man, enligt de logiska positivisterna, inte göra med den a prioriska metoden, utan att utreda hur vårt språk såg ut.

## Den logiska positivismens fall
Flera faktorer bidrog till den logiska positivismens fall. En sak är kritik inom paradigmet av den typ Hempel framförde. I typisk analytisk-filosofisk anda försökte man i flera decennier komma fram till ett tillfredsställande meningskriterium utan att lyckas och till slut var alltfler benägna att ge upp.
En viktig roll spelades av en annan filosof som också kom från de logiska positivisternas läger: Willard van Orman Quine; den främste positivisten Rudolf Carnaps elev. Quine hävdade i en berömd uppsats från 1951, "Two Dogmas of Empiricism", att distinktionen mellan analytiska och syntetiska satser inte kan upprätthållas. Detta ställer hela den logisk-positivistiska världsbilden på ända; till exempel rubbar det den strikta arbetsdelningen mellan filosofer och icke-filosofer. Men det gör också naturligtvis att det positivistiska meningskriteriet inte kan accepteras.
En tredje roll spelades av Wittgenstein, som under 1930- och 1940-talet, utvecklade en filosofi som strider mot Tractatus och i ännu högre grad mot den logiska positivismen. Enligt Wittgensteins senare läror, såsom de framförs i bland annat Filosofiska undersökningar, har den formella logiken lite eller ingenting att säga filosofin, och sinneserfarenheten har inte alls någon kunskapsteoretiskt privilegierad roll, som positivisterna trodde. Vad som finns kvar från den tidige Wittgenstein är fokuseringen på språket; men nu menar Wittgenstein att man inte ska se på språket som en formell kalkyl utan som ett verktyg i rationella språkanvändares händer. De filosofiska problemen uppstår när vi inte ser vilken funktion orden verkligen har, hur vi verkligen använder orden, utan bara ser lite slarvigt på språket.
Wittgenstein samtalade visserligen mycket med vissa medlemmar av Wienkretsen, med det vore ändå fel att karakterisera hans mycket radikala och originella kritik som kommande inifrån paradigmet. Wittgensteins tankar är mycket annorlunda än de logiska positivisternas, till skillnad från Hempels och Quines (den senare har, med viss rätt, kallats de logiska positivisternas arvtagare).